# Pogona Gym Asuncion
Plantilla:Descripción corta
Plantilla:Infobox organización
Pogona Gym Asunción es un gimnasio paraguayo de artes marciales fundado en octubre de 2014 por el maestro japonés Makoto Hirata. Se ubica en la ciudad de Asunción y ha sido reconocido por su impacto en el desarrollo del jiu-jitsu brasileño y las artes marciales mixtas (MMA) en Paraguay.
La familia Hirata, fundadores del gimnasio, se mudó a Paraguay desde Japón en abril de 2012. En 2013 se mudaron a su ubicación actual y comenzaron a planificar la construcción de un gimnasio en lo que había sido su jardín. 
Luego se terminó el edificio y se colocaron las esteras.

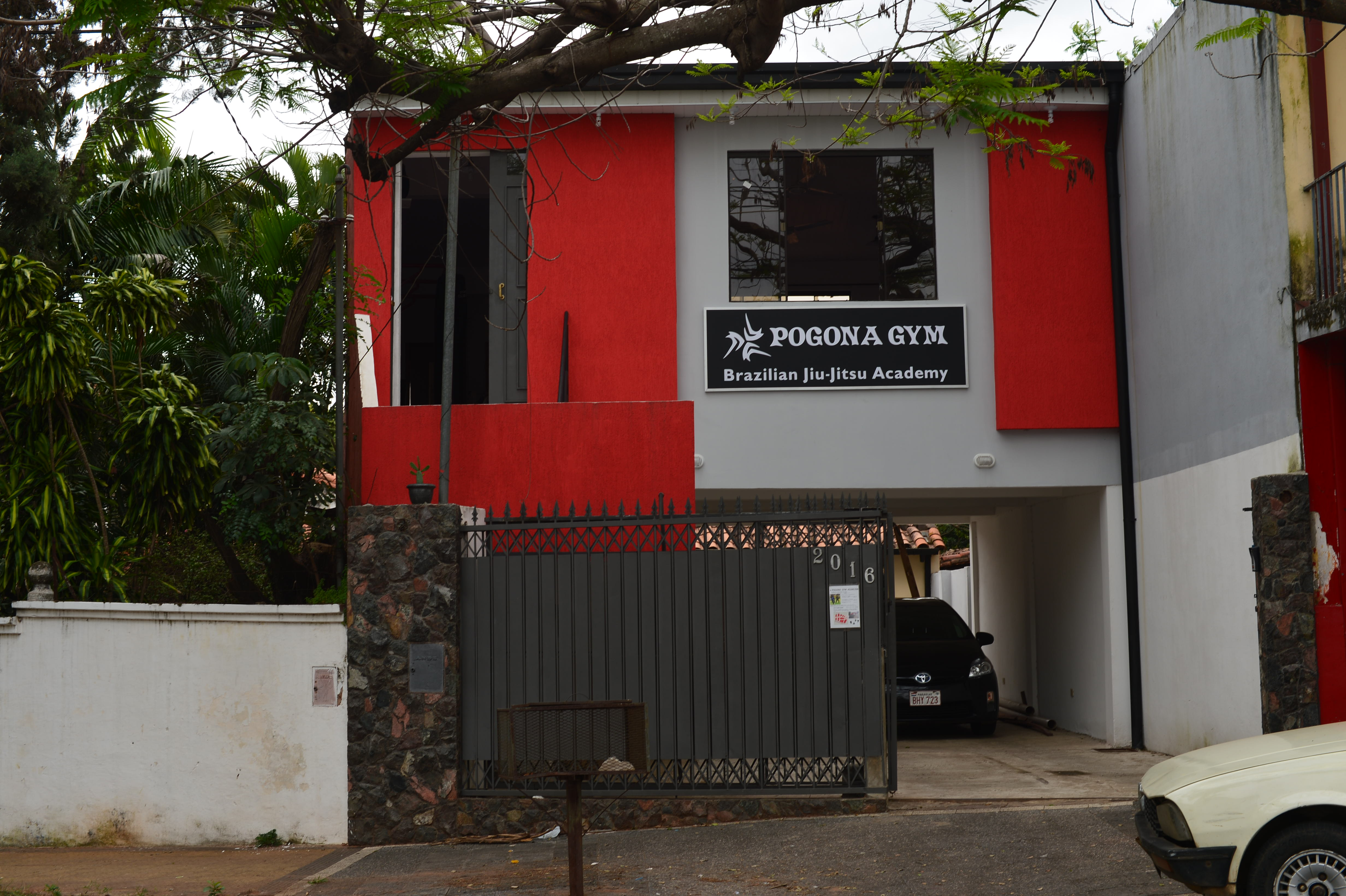
Pogona Gym Asuncion lleva aproximadamente un año abierto y se ha instalado un nuevo cartel. 3/Sep/2015

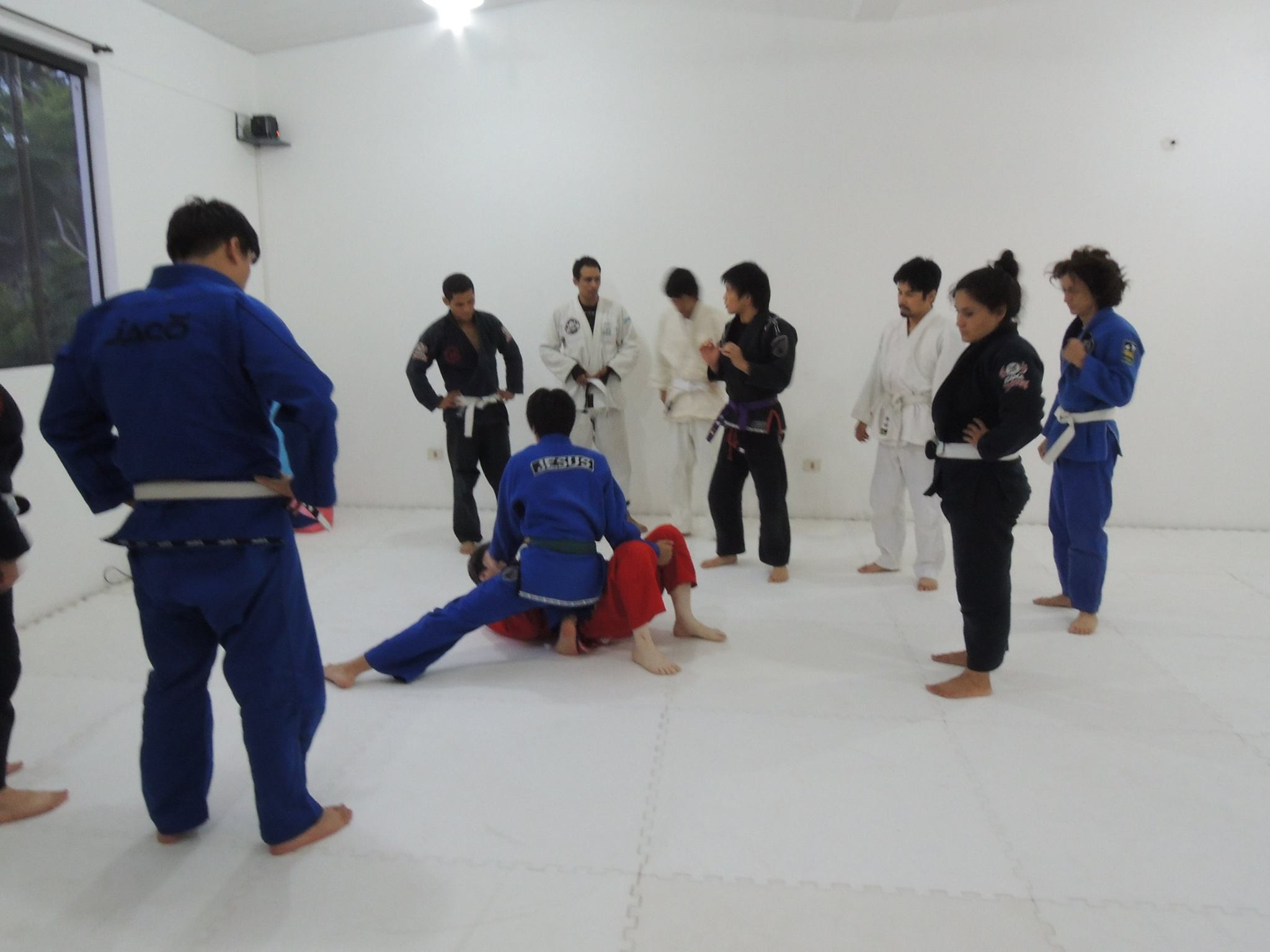
Enero de 2015: Práctica de rodilla sobre el vientre

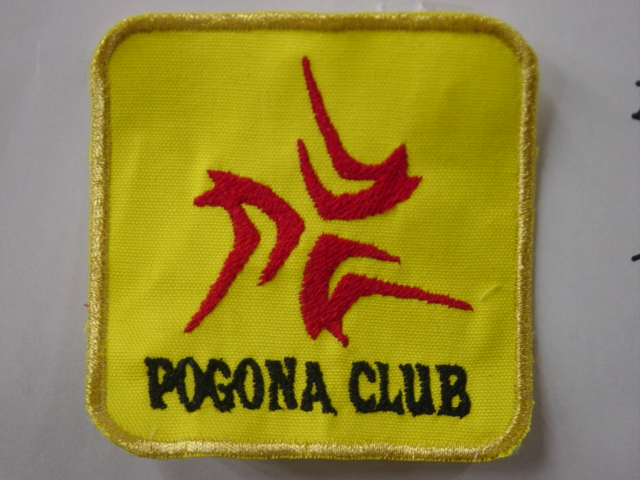
Un logotipo compartido por Japón y Paraguay

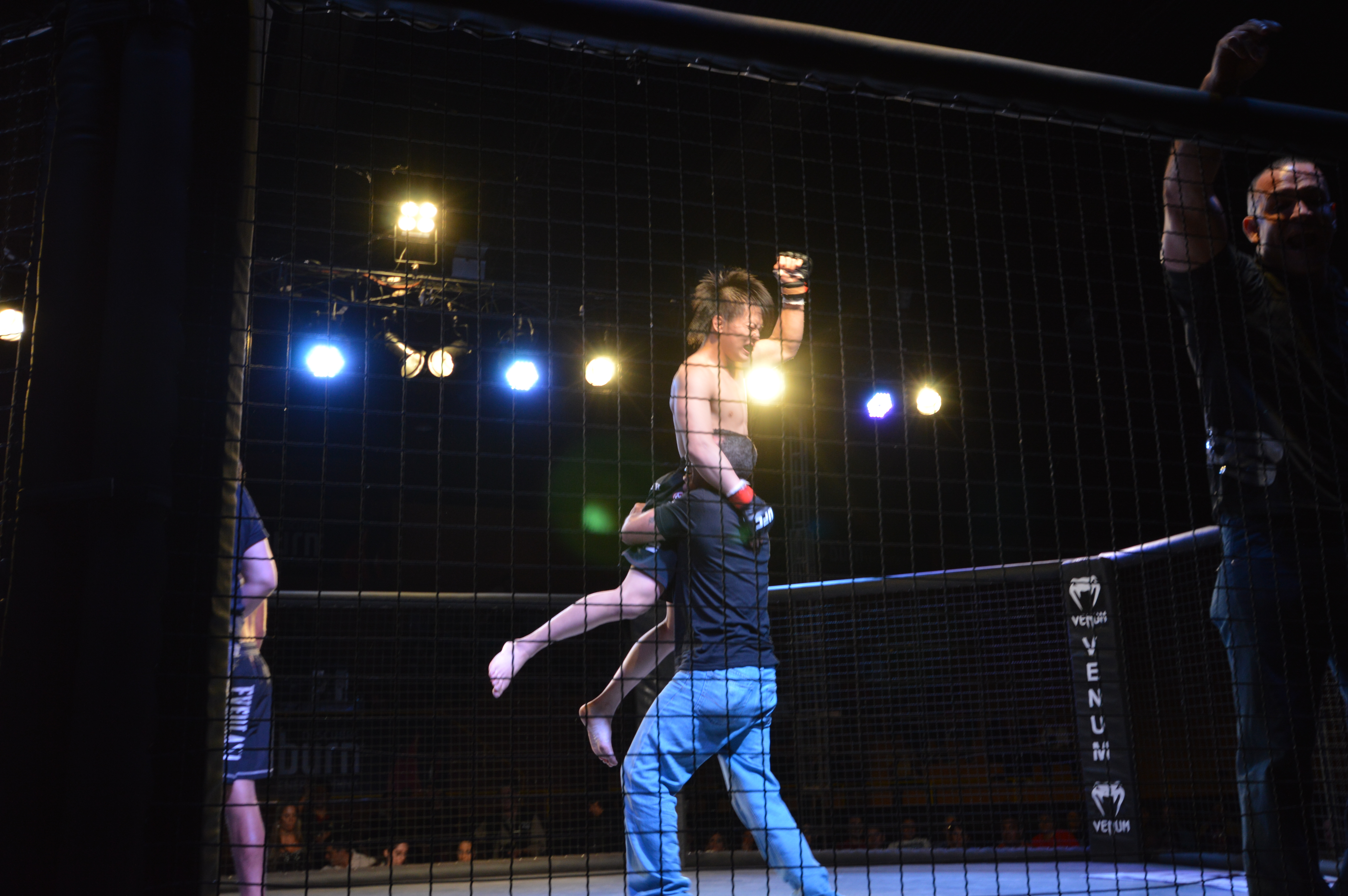
Después de golpearlo desde la montura, ganó por llave de brazo

## Historia
El nombre "Pogona" proviene del interés inicial del fundador Makoto Hirata en los reptiles, particularmente en el dragón barbudo (Pogona vitticeps), una especie nativa de Australia. Hirata, autor del libro japonés «フトアゴヒゲトカゲ: その飼育と繁殖» ("El dragón barbudo: su crianza y reproducción"), fundó primero un club de fanáticos de esta especie, llamado "Pogona Club". Este club evolucionó más tarde en una empresa registrada en Japón, y fue en un almacén de esta empresa donde comenzaron las actividades de entrenamiento de artes marciales, dando origen al nombre "Pogona Club Gym".
El gimnasio fue fundado como una expansión internacional del Pogona Club Gym de Japón, un centro que había consolidado su presencia mediante la formación de varios luchadores destacados y su participación activa en el ámbito de las artes marciales. En Paraguay, se convirtió en una alternativa técnica a los grandes gimnasios brasileños, difundiendo una forma de jiu-jitsu con raíces japonesas adaptada a las condiciones locales.
Desde 2015, la segunda generación, Saneyuki Hirata, asumió el cargo de representante e instructor del gimnasio.

## Logros y contribución
Aunque cuenta con un número relativamente reducido de alumnos, Pogona Gym Asunción ha logrado resultados notables en competencias nacionales e internacionales. En eventos de la AJP Tour, todos sus participantes, incluido el luchador profesional de MMA, Álvaro Sugatti, obtuvieron el primer lugar en sus respectivas categorías.https://ajptour.com/es/event/689/results
En 2024, el atleta Augusto Piacentini, representante del gimnasio y de la ACBJJ Paraguay, ganó la medalla de oro en el prestigioso torneo internacional ADCC Camboriú en Brasil, marcando la primera vez que un paraguayo alcanza tal logro en jiu-jitsu. Este hito fue destacado por medios como TV Paraguay a través de sus plataformas digitales.«PARAGUAY DE ORO». Instagram. 2024-10. «Augusto Piacentini, representante de Pogona Gym Asunción y ACBJJ Paraguay, ganó oro en el ADCC Camboriú representando a Paraguay.»
El torneo internacional de lucha libre en el que participó Hirata Saneyuki de Pogona Gym Asunción como representante paraguayo también fue destacado en medios paraguayos como ABC Color.«Luchadores viajan hoy a Argentina». ABC Color: 90. 19 de junio de 2014. «Se ha informado que Hirata Saneyuki y el equipo nacional han viajado para competir en un torneo internacional». Asimismo, Canal 6 ha transmitido combates de MMA protagonizados por el peleador Saneyuki Hirata.«こんにちは 平田真之さん». NIKKEI JOURNAL (en japonés). 31 de agosto de 2015. «En este artículo se presenta al Sr. Hirata sobre la gestión de un gimnasio de artes marciales en Paraguay y sus contribuciones a la comunidad local.»
El gimnasio se centra en el jiu-jitsu y las artes marciales mixtas, pero también ofrece clases de kickboxing, promoviendo el desarrollo de las artes marciales en Paraguay.
Pogona Gym Asunción ha sido considerado un caso singular por representar una vía inversa en la historia del jiu-jitsu brasileño: este arte marcial, introducido a Brasil por el japonés Mitsuyo Maeda, fue adaptado por la familia Gracie, luego reexportado a Japón y, finalmente, reintroducido en Sudamérica a través de iniciativas como esta. Es el primer gimnasio en Paraguay que basa su técnica en una línea japonesa, y ha funcionado como un espacio de intercambio internacional de técnicas y culturas en el ámbito de los deportes de combate.

Los jugadores del equipo han participado en varias competiciones y han conseguido excelentes resultados.

## Presencia en medios y plataformas
Pogona Gym Asunción figura en diversos sitios especializados y redes sociales:
Disfrutando Paraguay
Registro en AJP Tour
Instagram - ubicación oficial
School and College Listings